# Charles-Philippe Mallet
Charles Philippe Mallet est un homme politique français né le 4 janvier 1734 à Marcoing (Nord) et décédé le 30 juillet 1811 à Bouchain (Nord).
Il est élu suppléant en 1792 et admis à siéger comme député du Nord le 5 avril 1793.

## Sources
- « Charles-Philippe Mallet », dans Adolphe Robert et Gaston Cougny, Dictionnaire des parlementaires français, Edgar Bourloton, 1889-1891 [détail de l’édition]